# مدیسون کینگدون
مدیسون کینگدون (انگلیسی: Madison Kingdon؛ زادهٔ ۲۰ آوریل ۱۹۹۳) بازیکن والیبال ساحلی اهل ایالات متحده آمریکا است.